# Branca Maria Sforza
Branca Maria Sforza (em italiano:  Bianca Maria Sforza; Pavia, 5 de abril de 1472 — Innsbruck, 31 de dezembro de 1510) foi duquesa consorte de Saboia por seu casamento com Felisberto I, Duque de Saboia. Após sua morte, se casou com o imperador Maximiliano I do Sacro Império Romano-Germânico, como sua terceira esposa, e assim se tornou imperatriz do Sacro Império Romano-Germânico e rainha consorte da Germânia.

## Família
Ela era a filha de Galeácio Maria Sforza, duque de Milão, e de sua segunda esposa, Bona de Saboia.
Seus avós paternos eram o condotiero Francisco I Sforza e Branca Maria Visconti, de quem recebeu o nome. Sua avó era filha ilegítima de Filipe Maria Visconti, duque de Milão, com sua amante, Inês del Maino.
Seus avós maternos eram Luís, Duque de Saboia e Ana de Lusignan.
Tinha dois irmãos e uma irmã por parte de pai e mãe: João Galeácio Sforza, sucessor do pai, que foi marido de Isabel de Aragão, filha de sua tia, Hipólita Maria Sforza; Hermes Maria Sforza, marquês de Tortona, e Ana Sforza, esposa de Afonso I d'Este, que após sua morte, se casou com Lucrécia Bórgia.
Com a sua amante, Lucrécia Landriani, Galeácio foi pai da famosa Catarina Sforza, sendo assim meia-irmã de Branca.
Seu pai morreu assassinado em 26 de dezembro de 1476, um dia depois do natal, no dia de Santo Estêvão.

## Casamentos e noivado
Branca se casou com seu primo Felisberto de Saboia, em janeiro de 1474. Ele era filho de Amadeu IX, Duque de Saboia e de Iolanda da França. A noiva tinha menos de dois anos de idade, e o noivo, nove anos. Ele morreu em 22 de setembro de 1482. A jovem viúva retornou a Milão, passando a viver sob a tutela do tio, Ludovico Sforza.

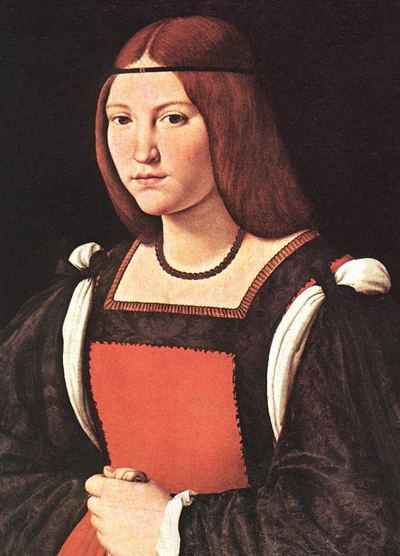
Branca na década de 1490, em retrato de autor desconhecido.

Mais tarde, em 31 de julho de 1485, ela ficou formalmente noiva de João Corvino, duque de Silésia e Troppau, filho ilegítimo do rei Matias I da Hungria, com Barbara Edelpöck. Porém, o casamento não ocorreu devido às intrigas da rainha Beatriz de Nápoles.
Em março de 1492, uma união entre Branca e o rei Jaime IV da Escócia foi considerada, mas logo descartada.

Seu tio Ludovico arranjou o seu casamento com o imperador Maximiliano, em troca de ter o título de duque reconhecido. Assim, em 16 de março de 1494, Branca se casou com o imperador, na cidade austríaca de Hall, em Tirol. Sua primeira esposa havia sido Maria, Duquesa da Borgonha, que morreu aos 25 anos de idade, e depois foi marido de Ana, Duquesa da Bretanha, cujo casamento foi anulado.

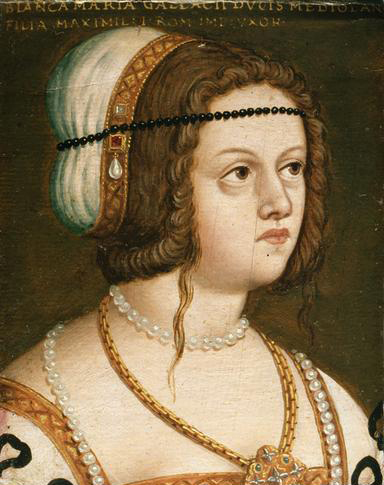
Branca por Antoni Boys.

No cerimônia de casamento, ela usou um corselet (um tipo de espartilho) com 80 pedaços de joias presos, sendo que cada pedaço era composto por um rubi e quatro pérolas.
Ela trouxe ao marido um dote de 400 000 ducados, além de ter lhe proporcionado a reivindicação de seu direito sobre o estado de Milão.
A união não foi feliz, e o imperador reclamava que apesar de ter sido mais bonita do que Maria, sua primeira esposa, Branca não era tão sábia quanto ela.
Apesar de suas gravidezes, a rainha não teve nenhum filho. Seus enteados eram Filipe I de Castela, marido da soberana Joana de Castela e a arquiduquesa Margarida de Áustria, governadora dos Países Baixos.

## Morte
A rainha morreu aos 38 anos em 31 de dezembro de 1510, em Innsbruck e foi enterrada na cidade de Stams.